# Small the Joy
Small the Joy è il primo EP del gruppo musicale statunitense Fuel, pubblicato nel 1994.

## Tracce

### Lato A
1. Counter
2. Gray
3. Blind
4. What More Am I?

### Lato B
1. Alive and Dying
2. Forgiveness
3. Happy
4. Stripped Away